# Spuriodaucus atropurpureus
Spuriodaucus atropurpureus är en flockblommig växtart som beskrevs av C.Norman. Spuriodaucus atropurpureus ingår i släktet Spuriodaucus och familjen flockblommiga växter. Inga underarter finns listade i Catalogue of Life.